# 曹江 (河流)
曹江，又称石骨江，位于中华人民共和国广东省高州市境内，是鉴江左岸支流，上游也称朋情河，发源于高州东北角云雾山鸡笼顶兰篷岭，蜿蜒西南流经马贵镇、大坡镇、高州水库石骨库区、曹江镇等地，于曹江镇山脚村以南汇入鉴江。河长100千米，河床平均比降2.76‰，流域面积874平方千米。年均径流量12亿立方米。